# Monopis ochroptila
Monopis ochroptila är en fjärilsart som beskrevs av Turner 1923. Monopis ochroptila ingår i släktet Monopis och familjen äkta malar. Inga underarter finns listade i Catalogue of Life.